# Vàng quỳ

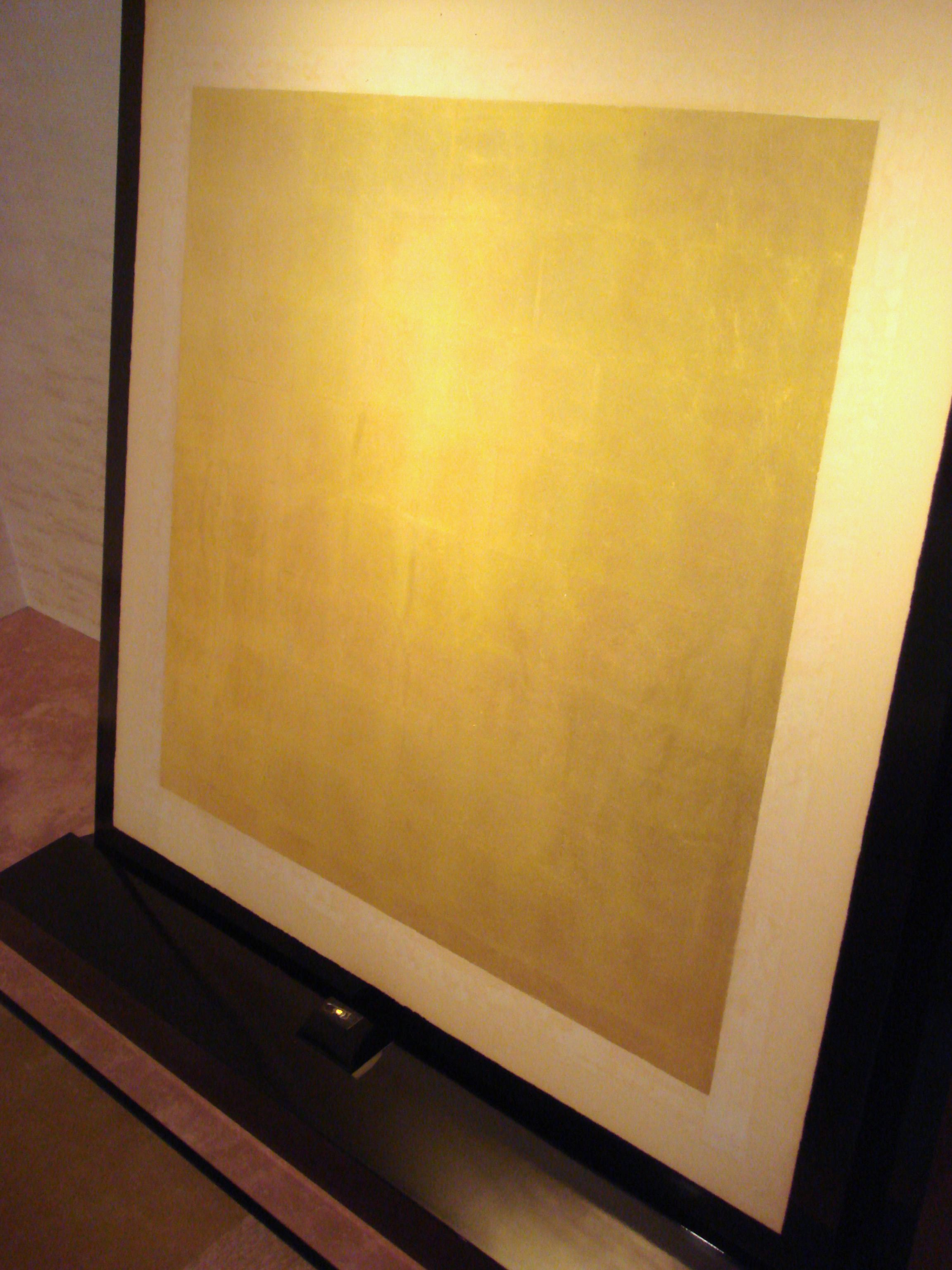
Một cục vàng đường kính 5 mm (0,2 inch) (dưới đáy), trọng lượng khoảng 1,263 g, có thể được dát mỏng bằng đập búa thành vàng quỳ diện tích khoảng 0,5 m² (5,4 foot vuông). Bảo tàng mỏ vàng Toi, Nhật Bản.

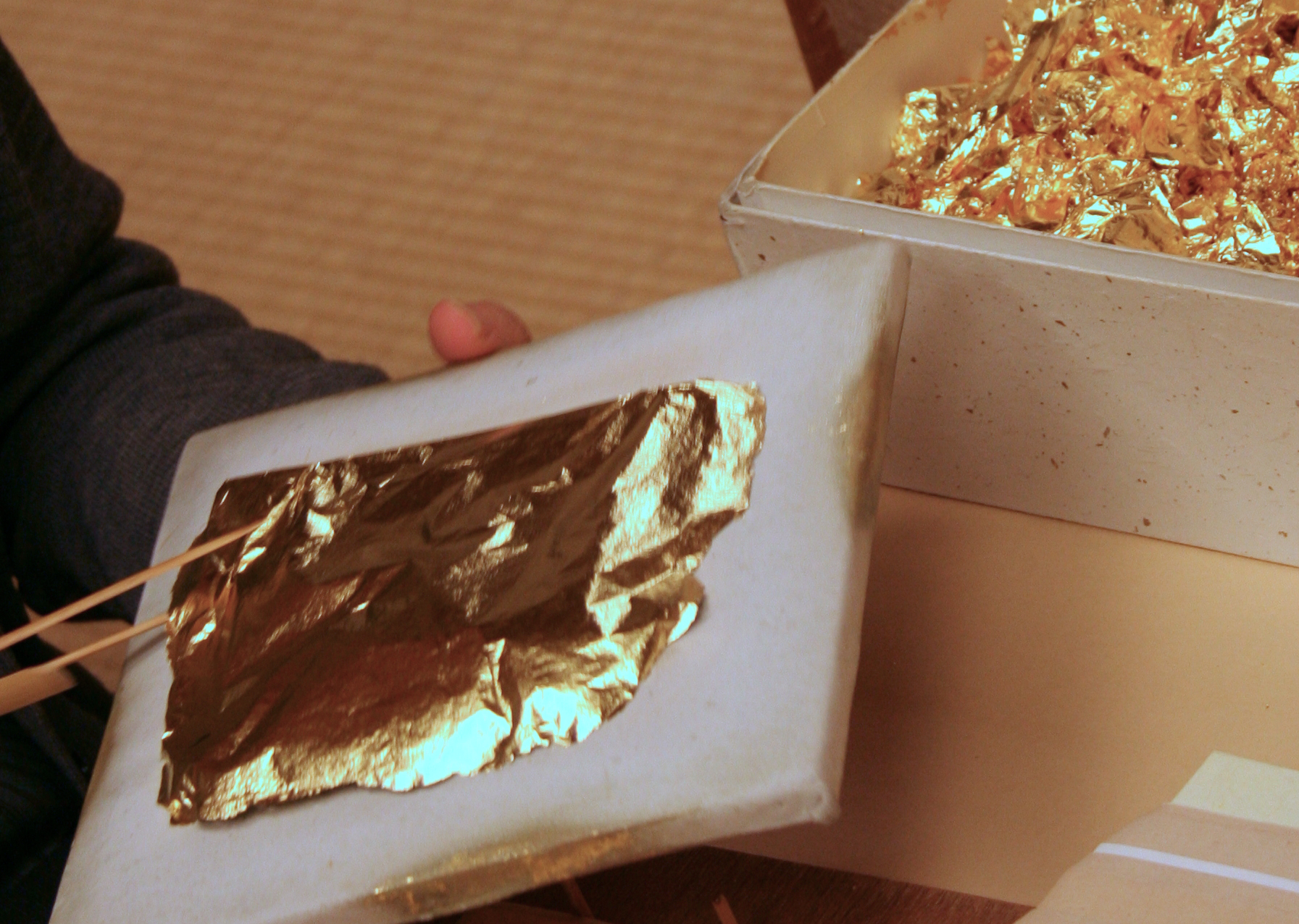
Vàng quỳ sản xuất tại Kanazawa.

Vàng quỳ hay vàng lá là vàng nguyên chất hoặc hợp kim vàng (pha lẫn với bạc, đồng, platin v.v.) với hàm lượng vàng cao, được dát mỏng bằng đập búa, hiện nay thường với độ dày khoảng 0,1 µm, – nghĩa là bằng độ dày của vài trăm nguyên tử vàng (nguyên tử vàng có bán kính theo các tính toán khác nhau trong khoảng 135-174 pm), nhưng trong thời cổ đại có thể dày gấp khoảng 10-30 lần và trong thời Trung cổ có thể dày gấp 5-10 lần như thế. Nó thường được sử dụng trong thếp vàng. Vàng quỳ sẵn có với nhiều loại kara và sắc thái. Loại vàng được sử dụng phổ biến nhất là vàng 22 kara (91,7% Au).
Vàng quỳ là một loại lá kim loại, nhưng thuật ngữ này hiếm khi sử dụng khi nói tới các quỳ vàng mà thường được dùng để chỉ các phiến/lá vàng có độ dày trên 10 µm. Thuật ngữ lá kim loại nói chung thường được sử dụng cho các phiến mỏng của kim loại với bất kỳ màu nào nhưng không chứa vàng thật sự. Vàng tinh khiết là vàng 24 kara. Vàng quỳ thật sự và có màu vàng thông thường chứa xấp xỉ 91,7% vàng (22 kara). Trong thực tế, người ta có thể sản xuất vàng quỳ với hàm lượng vàng trong nguyên liệu đầu vào từ 25% (6 kara) trở lên, và màu sắc của chúng thay đổi từ vàng ánh lục tới vàng và vàng ánh đỏ trong ánh sáng chiếu tới. Tại Trung Quốc người ta gọi là "cửu xích bát hoàng thất thanh", (nghĩa là vàng quỳ chứa trên 90% Au có màu vàng thiên về ánh đỏ, chứa từ 80% tới 90% Au có màu vàng và từ 70% tới 80% Au có màu vàng thiên về ánh xanh). Trong ánh sáng trắng chiếu từ nền thì vàng quỳ có màu lam ánh lục. Vàng trắng màu trắng bạc chứa khoảng 50% vàng tinh khiết.
Sắp đặt và dán vàng quỳ thành lớp trên một mặt phẳng được gọi là thếp vàng. Thếp vàng bằng nước theo truyền thống là khó nhất và được đánh giá cao trong các kiểu thếp vàng. Cách thếp vàng theo kiểu này hầu như không thay đổi màu sắc sau nhiều trăm năm và hiện nay vẫn được làm thủ công.

## Lịch sử

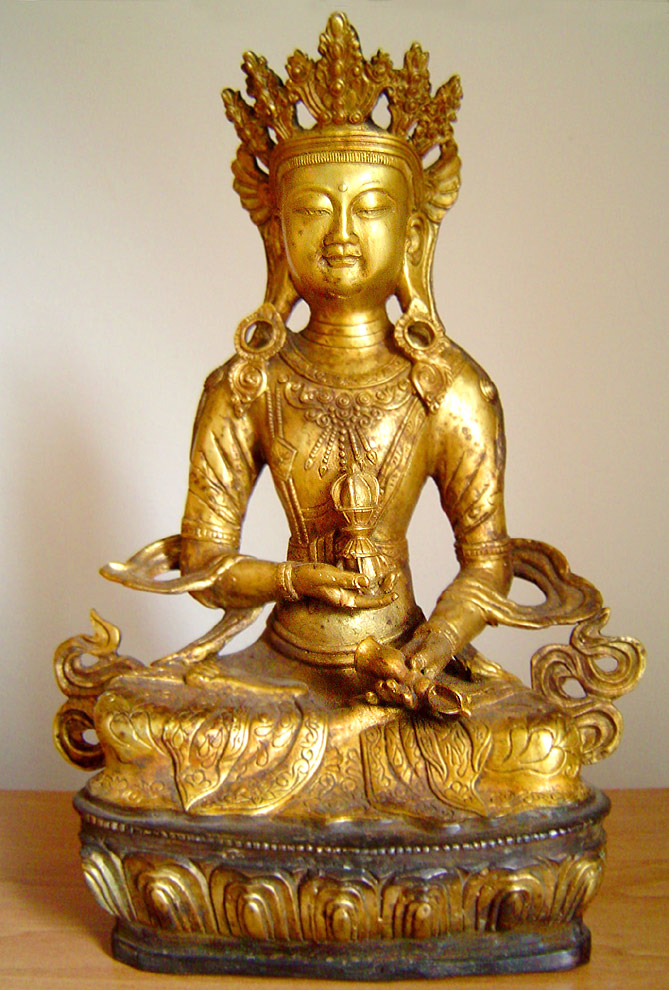
Tượng bồ tát Kim Cương Tát Đóa thếp vàng tại Tây Tạng.

Các nền văn minh cổ trên thế giới đều có kỹ nghệ chế tạo vàng lá hay vàng quỳ cao. Tại miền nam Ai Cập, người ta tìm thấy một chiếc bình bằng đá thếp vàng có niên đại từ thời kỳ Naquada (4000-3000 TCN), hiện lưu giữ tại Bảo tàng Louvre. Năm 1928-1929 tại Ur ở miền nam Iraq người ta khai quật được một cặp di vật là tượng cừu trong bụi cây có niên đại tới 2600 TCN; với hình cây, phần đầu và chân con cừu đều được khảm vàng. Tài liệu cổ xưa nhất về vàng lá hoặc tạo hình vàng lá bằng cơ khí được tìm thấy trong một ngôi mộ Ai Cập ở Saqqara, có niên đại 2500 TCN. Các di vật thu được từ khai quật các lăng mộ pharaoh Ai Cập cổ đại cho thấy từ rất sớm thì người Ai Cập đã biết đến kỹ thuật gia công vàng lá. Vòng cổ của Hapiankhtifi tìm thấy trong các cuộc khai quật của Khashaba tại Meir ở Ai Cập giai đoạn 1910-1911 có niên đại 1981-1802 TCN, được thếp vàng bằng vàng lá, hay những chiếc lọ rộng cổ với nắp có niên đại 1479-1425 TCN đều có trang trí là vàng lá. Kỹ thuật đập vàng làm vàng quỳ dường như đã được hoàn thiện ở Ai Cập cổ đại, khi có tác giả cho rằng một miếng vàng quỳ độ dày 0,2 µm đã được tìm thấy ở Luxor có niên đại tới thời Vương triều thứ 18 (1550-1300 TCN). Ngay cả khi giá trị đó không được chứng thực một cách chắc chắn, thì một giá trị khác do Pliny Già đưa ra vào đầu thế kỷ 1, với các dữ liệu do học giả này cung cấp về trọng lượng của một chồng 1000 quỳ vàng thì tính toán đơn giản cho thấy rằng những người thợ đập vàng thời kỳ đó có thể đạt đến độ dày 0,4 µm.
Ở châu Âu cổ đại, việc khảm, bọc hay tán búa vàng lá hay vàng quỳ vào các đồ vật cũng được đề cập tới trong Odyssey (quyển 6, dòng 232-235) của Homer. Trong thời Trung Cổ, các khu vực như Hamburg, Viên đều có nghề gia công vàng thành vàng quỳ.
Tại Trung Quốc, nghề sản xuất vàng quỳ là một nghề thủ công truyền thống, với các ghi chép lịch sử còn lưu lại là bắt đầu từ thời kỳ Đông Tấn, được hoàn thiện và duy trì tới nay. Tổ nghề được cho là Đạo gia kiêm nhà luyện đan Cát Hồng (葛洪, 283-363). Sách Đan Dương ký (丹阳记) của Sơn Khiêm Chi (山谦之, ?-454) thời Lưu Tống có ghi chép rằng chính quyền Lưu Tống khi đó đã cho thành lập cơ quan quản lý vàng lá, bạc lá và gấm. Thời Minh và Thanh đều thiết lập vân cẩm chức tạo phủ (cơ quan quản lý hàng gấm dệt  may có thêu kim tuyến). Nam Kinh được coi là nơi khai sinh ra nghề làm vàng quỳ tại Trung Quốc và hiện nay Nam Kinh là trung tâm sản xuất vàng quỳ lớn nhất thế giới. Trình độ chế tạo vàng quỳ của Nhật Bản đạt tới mức tinh xảo với chất lượng sản phẩm rất cao. Khu vực chính sản xuất vàng quỳ ở Nhật Bản là Kanazawa (Kim Trạch) thuộc tỉnh Ishikawa. Công nghệ sản xuất vàng quỳ tại đây phát triển từ công nghệ mà hòa thượng Giám Chân (鉴真, 688-763) thời Đường đem từ Trung Quốc sang.

## Phân loại
Tại Trung Quốc người ta gọi vàng quỳ là kim bạc (金箔) - nghĩa đen là vàng mỏng - và phân biệt các loại vàng quỳ theo màu sắc của miếng quỳ vàng thành "hồng kim" (红金, vàng đỏ), "hoàng kim" (黄金, vàng có màu vàng), từ thời Thanh cho đến nay phân biệt thành "khố kim bạc" (库金箔), "tô đại xích" (苏大赤), "điền xích kim" (田赤金). Khố kim bạc là vàng quỳ có màu hơi ngả sang ánh đỏ, với hàm lượng vàng cao nhất, được sản xuất với kích thước lá vàng quỳ lớn nhất, khoảng 10,9 × 10,9 cm. Tô đại xích có màu vàng, lá vàng quỳ kích thước 9,33 × 9,33 cm. Vàng quỳ với màu vàng nhạt ánh trắng gọi là điền xích kim, màu sắc trông giống như vàng nhưng thực tế là dùng bạc (Ag) để hun, còn gọi là "tuyển kim bạc" (选金箔). Các kích thước miếng vàng quỳ phổ biến tại Trung Quốc bao gồm 10,9 × 10,9 cm, 9,33 × 9,33 cm, 8,5 × 8,5 cm, 8,33 × 8,33 cm, 8,0 × 8,0 cm, 4,45 × 4,45 cm.
Hiện nay để kiểm tra vàng quỳ, tại Trung Quốc người ta dựa vào phân tích quang phổ hoặc sử dụng nước cường toan (aqua regia) và để xác định chính xác hàm lượng vàng thì dùng phân tích quang phổ phát xạ nguyên tử plasma ghép đôi cảm ứng (ICP-AES). Theo tiêu chuẩn công nghiệp Trung Quốc QB/T1734-2008 thì để đặt tên cho màng vàng (kim mô, 金膜) thì người ta ghi theo hàm lượng vàng trong đó, như Kim mô 99%, Kim mô 99,9% mà không ghi tắt là K. Các hàm lượng tiêu chuẩn bao gồm 74±1%, 77±1%, 92±1%, 96±1%, 98±1% và 99±0,5%. Độ dày tiêu chuẩn 0,11±0,02 µm.
Tại Đức, người ta chia vàng quỳ thành 3 loại, theo độ dày của miếng quỳ vàng:
- Einfachgold (vàng đơn, độ dày 100–110 nm): Thường không được ghi rõ là Einfachgold. Nếu trên mặt kiện vàng quỳ không có ghi chú nào chỉ rõ nó là besonders haltbar (đặc biệt bền) hay doppelt (kép) thì có nghĩa là nó là vàng đơn.
- Doppelgold (vàng kép, độ dày 200–220 nm): Thường được sử dụng cho các công trình ngoài trời, do độ dày lớn hơn cũng như độ xốp thấp của nó.
- Dreifachgold (vàng tam, độ dày 300–330 nm): Được sử dụng để thếp vàng các vật chịu ứng suất ngoài lớn.[15]

## Sản xuất
Các quốc gia sản xuất nhiều vàng quỳ nhất thế giới là Trung Quốc, Nhật Bản, Italia, Đức, Ấn Độ và Thái Lan. Một số công ty có ảnh hưởng lớn tới thị trường vàng quỳ thế giới là Công ty TNHH Tập đoàn Kim bạc Nam Kinh (南京金箔集团有限责任公司, Trung Quốc), Manetti (Italia), The Gold Leaf Company (Hoa Kỳ), W & B Gold Leaf (Hoa Kỳ), DeLafée (Thụy Sĩ), NORIS (Đức), L.A. Gold Leaf U.S. (Hoa Kỳ), Silver Star (Ấn Độ), CornucAupia (Hoa Kỳ), Easy Leaf Products (Hoa Kỳ), Lymm Wrights (Anh), Horikin (Nhật Bản).
Một quy trình sản xuất vàng quỳ được đưa ra như sau:
Nấu chảy và tạo hợp kim (gồm Au, Ag, Cu - tùy theo mục đích sử dụng). Đúc khuôn thép thành thỏi nặng 220 g, với chiều cao 5 mm, chiều rộng 40 mm. Cán bằng cách di chuyển liên tục trên một máy cán có thể dịch chuyển thuận nghịch với các bề mặt được bôi trơn tốt và đánh bóng như gương để độ dày xuống ~17 μm. Ủ ở 700-800 °C để làm mềm và dẻo kim loại. Cắt thành vàng lá kích thước 40 × 40 mm, đặt giữa các tờ giấy cacbon đen không tĩnh điện (như giấy phủ bồ hóng) thành các buộc, mỗi buộc 1.000 tờ. Đập lần 1 để đạt kích thước 150 × 150 mm, khi đó độ dày xuống ~1,2 μm. Cắt mỗi tờ 150 × 150 mm thành 9 tờ kích thước 50 × 50 mm, nhồi khuôn bằng màng polyethylene terephtalate (PET) dày 18 μm quét vecni hữu cơ với bột thạch cao mịn và xà phòng (để có ma sát thích hợp với vàng) thành các buộc, mỗi buộc 2.000 tờ. Đập lần 2 để đạt kích thước 122 × 122 mm, khi đó độ dày xuống ~0,2 μm. Cuối cùng cắt và đóng gói vàng quỳ thành phẩm. Quá trình này thể hiện nhiều khía cạnh đặc biệt. Nó đòi hỏi độ giãn dài rất cao, bằng 25.000 lần (= 5 mm/0,0002 mm). Sản phẩm cuối cùng rất mềm dẻo dễ uốn, nhưng rủi ro nhăn và xé rách rất cao. Nó chỉ được xử lý bằng một loại lưỡi dao hoặc bàn chải đặc biệt. Để sản xuất 100 g vàng quỳ cần bắt đầu với khoảng 400 g vàng.
Tại Trung Quốc người ta dùng loại giấy gọi là ô kim chỉ (乌金纸) hay huân kim chỉ (熏金纸) - sản xuất từ bột thân tre trúc ngâm tối thiểu qua 5 mùa, sau đó quét mực làm từ muội / bồ hóng thu được từ khói bốc lên khi đốt mạt cưa, củi, than, cao da bò; chủ yếu tại khu vực Thượng Ngu, Phú Dương (tỉnh Chiết Giang) - để bao bọc các miếng vàng lá trước khi đem đập.
Tại Việt Nam, làng nghề duy nhất sản xuất vàng quỳ tại Kiêu Kỵ, Gia Lâm, Hà Nội. Sản xuất vàng quỳ tại đây có lẽ có từ thế kỷ 18. Nguyễn Quý Trị, người Hội Xuyên, Liễu Trai (nay thuộc thị trấn Gia Lộc, tỉnh Hải Dương) được coi là ông tổ nghề làm vàng quỳ tại Việt Nam. Quy trình làm vàng quỳ tại Kiêu Kỵ xem tại đây. Tính theo số liệu website này cung cấp (1 chỉ vàng = 3,75 g làm được 1 m² vàng quỳ, khối lượng riêng của vàng 19.300 kg/m³) thì độ dày tối đa (hao phí 0%) của mỗi quỳ vàng tại đây xấp xỉ 0,194 μm.

## Trong nghệ thuật

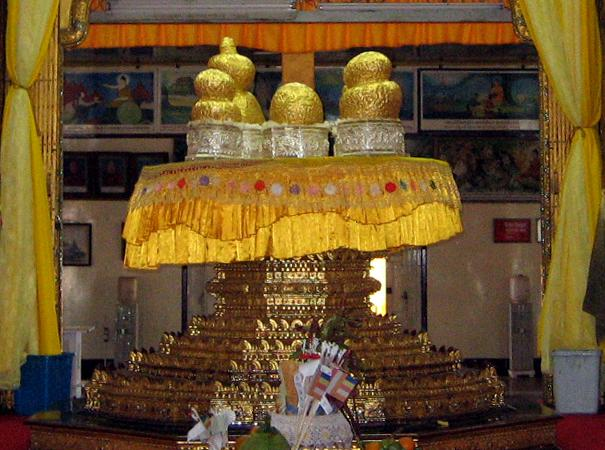
Tượng Phật thếp vàng tại chùa Phaung Daw U, bang Shan, Myanmar.

Vàng quỳ đôi khi được sử dụng trong nghệ thuật ở trạng thái "mộc" mà không dùng tới quy trình thếp vàng. Trong các nền văn hóa như châu Âu thời đại đồ đồng thì vàng quỳ được sử dụng để bao bọc các đồ vật như bùa hộ mệnh bulla đơn giản chỉ bằng cách bọc kỹ vàng quỳ lên trên nó, hay nhóm các vòng vàng hình lưỡi liềm cổ điển là rất mỏng, đặc biệt là ở phần giữa, tới mức chúng có thể được coi là vàng quỳ. Nó cũng từng được sử dụng trong các đồ trang sức vào các thời kỳ khác nhau, thường dưới dạng các miếng nhỏ được đeo rời.
Trong số các công dụng của vàng quỳ theo truyền thống thì phổ biến nhất và thông dụng nhất là làm nguyên liệu thếp vàng trong nghệ thuật trang trí (bao gồm các bức tượng và các linh ảnh của Kitô giáo Đông phương) hay các khung tranh được dùng để giữ hay trang trí cho các bức họa, các tác phẩm nghệ thuật sử dụng chất liệu hỗn hợp, các đồ vật nhỏ (gồm cả đồ trang sức) và nghệ thuật giấy. Thủy tinh vàng là vàng quỳ được giữ giữa hai lớp thủy tinh, và được sử dụng trong các bình chứa được trang trí của người La Mã cổ đại, trong đó một số chỗ được cạo bớt vàng để tạo ra hình ảnh, cũng như trong các bức khảm với vật khảm (ngói, gạch) bằng vàng. Các bức họa trên nền vàng, trong đó phần nền của các nhân vật là bằng vàng, đã xuất hiện trong các bức khảm của nghệ thuật Kitô giáo sơ kỳ giai đoạn cuối, và sau đó được sử dụng trong các linh ảnh cũng như trong các bức họa trên khung của phương Tây cho tới cuối thời kỳ Trung Cổ; trong đó phần nền sử dụng vàng quỳ. Vàng quỳ cũng được sử dụng rộng rãi trong nghệ thuật Phật giáo để trang trí các bức tượng và biểu tượng. Vàng thếp cũng được nhìn thấy trên mái vòm của các công trình kiến trúc tôn giáo và công cộng. Các khung "vàng" được làm mà không có vàng thếp cũng có sẵn với giá cả rẻ hơn đáng kể, nhưng theo truyền thống thì dạng nào đó của vàng quỳ hay các lá kim loại vẫn được ưa thích hơn khi có thể và khuôn thếp vàng (hay thếp bạc) vẫn có sẵn từ nhiều công ty sản xuất các loại khuôn có sẵn ở quy mô thương mại để dùng làm khung tranh.
Vàng quỳ cũng là nguyên liệu sản xuất mực vàng sử dụng trong thư pháp và bản thảo thếp vàng của Hồi giáo. Các quỳ vàng được nghiền mịn trong mật ong hay gôm Ả Rập và sau đó làm thành huyền phù trong dung dịch gelatin. Do vàng không bị tán thành bột mịn như trong các loại mực kim loại sản xuất bằng phương pháp công nghiệp nên bề mặt tạo ra trông rất giống như vàng đặc.

## Trong kiến trúc

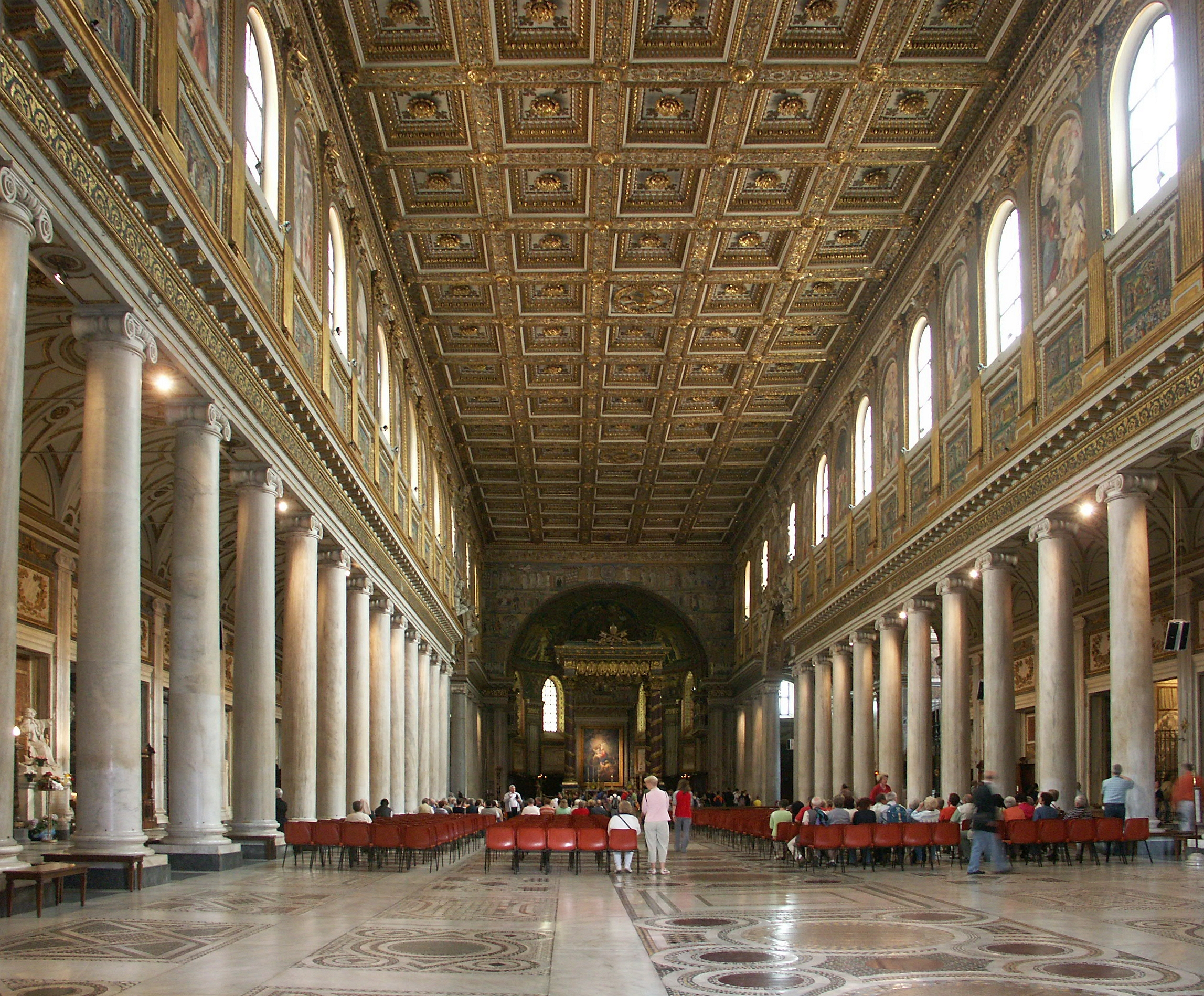
Bên trong Basilica di Santa Maria Maggiore.

Vàng quỳ từ lâu đã trở thành một thành phần không thể thiếu của kiến trúc để chọn lựa cho các cấu trúc quan trọng, cả về tính thẩm mỹ và vì bản chất trơ của vàng tạo ra một lớp hoàn thiện bảo vệ.
Vàng trong kiến trúc đã trở thành một thành phần thiết yếu của các nhà thờ và vương cung thánh đường Byzantin và La Mã vào năm 400, đáng chú ý nhất là Basilica di Santa Maria Maggiore ở Roma. Nhà thờ  này được Giáo hoàng Sixtus III cho xây dựng và là một trong những ví dụ sớm nhất về khảm vàng. Các bức khảm được làm bằng đá, ngói hoặc kính được ốp trên các bức tường bằng vàng quỳ, tạo cho nhà thờ này một phông nền tinh xảo đẹp mắt. Các cột đá cẩm thạch Athen chống đỡ gian giữa thậm chí còn cổ hơn, và có lẽ lấy từ vương cung thánh đường thờ đầu tiên, hoặc từ một công trình xây dựng La Mã cổ đại khác; trong đó 36 cột là đá cẩm thạch và 4 cột là đá granit, được kiến trúc sư Ferdinando Fuga (1699-1782) cho xén tỉa nhỏ lại hoặc cắt ngắn để làm cho chúng giống hệt nhau và gắn cho chúng các đầu cột bằng đồng mạ vàng giống hệt nhau. Campanile  hay tháp chuông thế kỷ 14, cao nhất ở Roma, với độ cao 75 m (240 ft). Trần nhà kiểu ô cờ có từ đầu thế kỷ 16 của vương cung thánh đường này, được thiết kế bởi Giuliano da Sangallo (1445-1516), được cho là được thếp vàng mà Christopher Columbus (1451-1506) đã tặng cho Ferdinand và Isabella, trước khi được truyền lại cho Giáo hoàng người Tây Ban Nha là Alexander VI. Bức khảm ở hậu cung, Lễ Đăng quang của Đức Bà, có từ năm 1295 và được giáo sĩ dòng Phanxicô kiêm họa sĩ và thợ khảm là Jacopo Torriti ký tên.

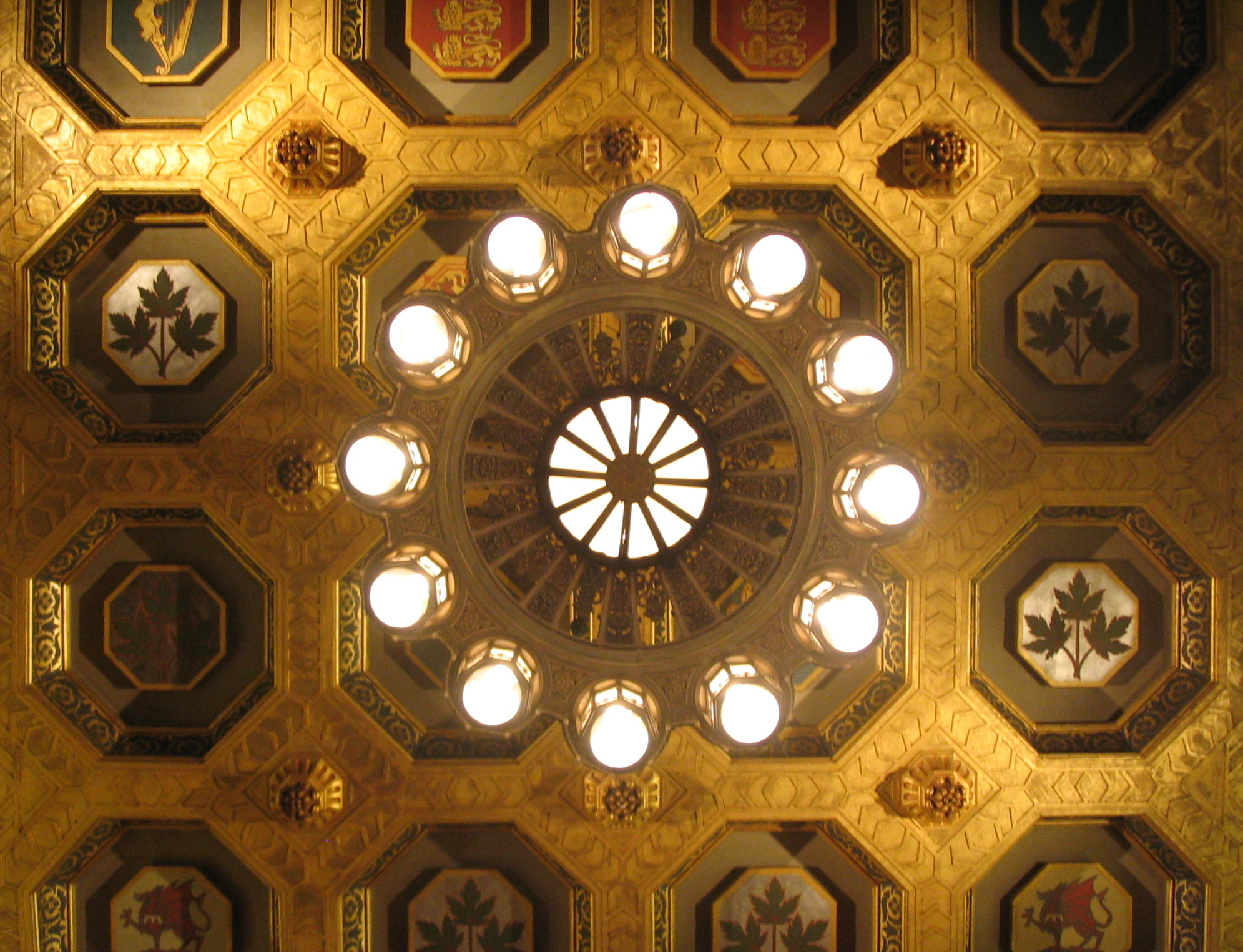
Các ô cờ trang trí bằng thếp vàng và sơn trên vòm phòng Thượng viện Canada ở Khối Trung tâm.

Tại Ottawa, Ontario, Khối Trung tâm là tòa nhà chính của tổ hợp nghị viện Canada trên đồi Nghị viện (Parliament Hill), bao gồm các phòng cho Hạ nghị viên và Thượng nghị viện, cũng như văn phòng của một số thành viên Nghị viện, thượng nghị sĩ và các công chức quản lý cấp cao của cả hai viện. Đây cũng là vị trí của một số không gian nghi lễ, chẳng hạn như Đại sảnh Vinh dự, Sảnh Tưởng niệm và Đại sảnh Liên bang. Ở cánh phía đông của Khối Trung tâm là phòng Thượng viện, trong đó đặt ngai vàng dành cho quân chủ Canada và phu nhân/phu quân của quân chủ, hoặc cho toàn quyền liên bang và phu nhân/phu quân của toàn quyền, và từ đó quân chủ hoặc toàn quyền có bài phát biểu từ ngai vàng và trao Chuẩn y của Hoàng gia đối với các dự luật được quốc hội thông qua.
Màu tổng thể trong phòng Thượng viện là màu đỏ, được nhìn thấy ở vải bọc, thảm và rèm, và phản ánh cách phối màu của Thượng viện Anh ở Vương quốc Anh; màu đỏ là màu hoàng gia, gắn liền với Vương miện và chế độ thế tập quý tộc. Bao trùm căn phòng là trần thếp vàng với các ô bàn cờ hình bát giác chìm sâu, mỗi ô đều có các biểu tượng huy hiệu, bao gồm lá phong, fleur-de-lis (hoa li), sư tử chồm lên, clàrsach, rồng Wales và sư tử đi ngang. Mặt phẳng này nằm trên 6 đôi trụ bổ tường và 4 trụ bổ tường đơn lẻ, mỗi trụ có đầu cột là một trụ khắc tượng phụ nữ (caryatid) và giữa chúng là các cửa sổ trời lấy sáng. Bên dưới các cửa sổ trời là dầm đầu cột liên tục, chỉ bị gián đoạn tại các mái hiên trang trí ở phần đáy của mỗi trụ bổ tường nói trên.
Trên các bức tường phía đông và phía tây của căn phòng là 8 bích họa mô tả các cảnh trong Thế chiến I; được vẽ từ năm 1916 đến năm 1920, chúng ban đầu là một phần của trên hơn 1.000 tác phẩm của Quỹ Tưởng niệm Chiến tranh Canada, do Tôn ông Beaverbrook thành lập, và được dự định treo tại một công trình tưởng niệm cụ thể. Tuy nhiên, dự án này đã không hoàn thành và các tác phẩm được lưu giữ tại Phòng trưng bày Quốc gia Canada cho đến năm 1921, khi Nghị viện đề nghị cho mượn một số bức tranh sơn dầu của bộ sưu tập để trưng bày tại Khối Trung tâm. Các bích họa này vẫn ở lại trong phòng Thượng viện kể từ đó.
Ở London, khách sạn Criterion là một tòa nhà sang trọng đối diện với giao lộ Piccadilly ở trung tâm London. Nó được kiến trúc sư Thomas Verity (1837-1891) thiết kế và chỉ đạo xây dựng theo phong cách Tân Byzantin cho công ty hợp danh Spiers và Pond, mở cửa ngày 17 tháng 11 năm 1873. Một trong những đặc điểm nổi tiếng nhất của khách sạn này là trần khảm vàng 'lấp lánh', được che phủ ở hai bên và trang trí hoa văn khắp nơi bằng các đường và các mẫu trang trí bằng vật khảm màu xanh lam và trắng. Trang trí tường rất phù hợp với trần nhà bằng thếp vàng quỳ, kết hợp các loại đá bán quý như ngọc phỉ thúy, xà cừ, ngọc lam được lót bằng cẩm thạch ấm áp và tạo thành các chuỗi cuốn giả với vòm bán elip tựa trên các cột hình bát giác mảnh mai, các đầu cột không đúc khuôn và chân cuốn được nạm bằng khảm nền vàng.
Vàng quỳ tô điểm cho những cánh cổng sắt rèn bao quanh Cung điện Versailles ở Pháp, khi hoàn thiện lại những cánh cổng gần 200 năm sau khi chúng bị kéo đổ trong cuộc Cách mạng Pháp, người ta phải cần tới hàng trăm kg vàng quỳ để hoàn thành quy trình này.

## Ẩm thực

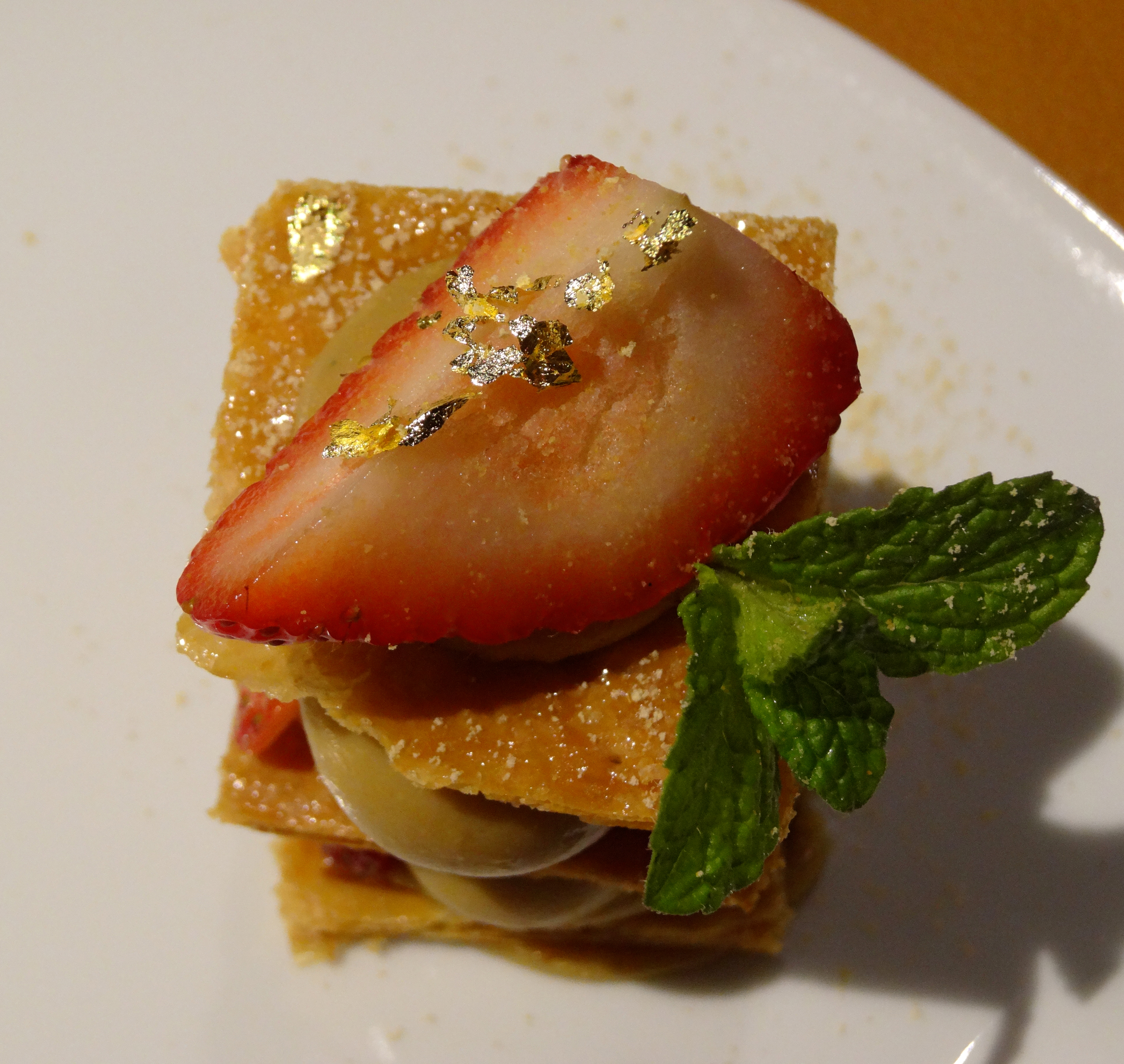
Mille-feuille với một ít vàng quỳ rắc bên trên, khách sạn Nishimuraya Shogetsutei (西村屋ホテル招月庭), Kinosaki, Toyooka, tỉnh Hyōgo, Nhật Bản.

Vàng quỳ (cũng như lá kim loại khác như vark – bạc lá hoặc bạc pha vàng lá) đôi khi cũng được dùng để trang trí đồ ăn hay đồ uống, thường là để tạo ra cảm nhận sang trọng, quý phái; tuy nhiên, nó không có hương vị gì. Nó đôi khi được tìm thấy trong các món tráng miệng hay bánh, kẹo, bao gồm sôcôla, mật ong và mithai. Ở Ấn Độ, nó có thể được sử dụng hiệu quả như một đồ trang điểm, với các phiến mỏng được đặt trên một món ăn chính, đặc biệt là trong các dịp lễ hội. Khi được sử dụng làm phụ gia thực phẩm, vàng có số E là E175 trong nhóm phụ gia tạo màu. Một loại trà xanh nghệ nhân truyền thống (tuổi đời hàng thế kỷ) có chứa những miếng vàng quỳ; 99% loại trà này được sản xuất ở Kanazawa, Nhật Bản, một thành phố lịch sử về nghề thủ công của samurai. Thành phố này cũng là nơi có bảo tàng vàng quỳ là Bảo tàng Vàng quỳ Kanazawa Yasue.

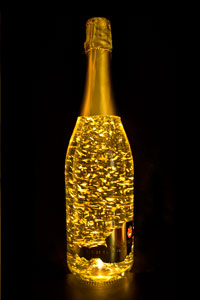
Rượu vang nổ vàng của Áo chứa một ít vàng quỳ 23K.

Tại châu Âu Lục địa, rượu mùi với những miếng vàng quỳ nhỏ trôi nổi bên trong được biết đến từ cuối thế kỷ 16; ban đầu, thực hành này được coi là có tính chất y học để bảo vệ sức khỏe. Các ví dụ nổi tiếng là Danziger Goldwasser, xuất xứ từ Gdańsk (Ba Lan), được sản xuất ít nhất từ năm 1598, Goldstrike từ Amsterdam (Hà Lan), Schwabacher Goldwasser từ Schwabach (Đức) và Goldschläger của Thụy Sĩ, có lẽ được biết đến nhiều nhất ở cả Canada và Hoa Kỳ.

## Y học truyền thống
Tại Trung Quốc, người ta cũng dùng vàng quỳ làm thuốc trong y học cổ truyền. Đào Hoằng Cảnh (陶弘景, 456-536) thời Nam Lương trong Danh dược liệt lục viết rằng: vàng quỳ có khả năng "trấn tinh thần, kiên cốt tủy, thông lợi ngũ tạng tà khí". Chân Quyền (甄权, 541-643) thời Đường viết trong Dược tính bản thảo rằng vàng quỳ có thể "liệu tiểu nhân kinh thương, ngũ tạng kinh bệnh thất chí, trấn tâm an hồn phách". Lý Thời Trân (李时珍, 1518-1593) thời Minh trong Bản thảo cương mục viết rằng vàng quỳ có khả năng "liệu kinh giản phong nhiệt can đảm chi bệnh" và "thực kim, trấn tinh thần, kiên cốt tủy, thông lợi ngũ tạng tà khí, phục chi thần tiên, vưu dĩ bạc nhập hoàn tán phục, phá lãnh khí, trừ phong" hay Hoàng Cung Tú (黄宫绣, 1720-1817) thời Thanh viết trong Bản thảo cầu chân rằng: "kim bạc khả dĩ trừ tà sát độc, giải nhiệt khu phiền, an hồn định phách, dưỡng tâm hòa huyết". Ngày nay, hiệu thuốc Đồng Nhân đường trong các loại thuốc như Ngưu hoàng an cung hoàn, Ngưu hoàng thanh tâm hoàn, Ngưu hoàng hàng áp hoàn, Ô kê bạch phượng hoàn hay Đại hoạt lạc đan hoặc là dùng vàng quỳ làm một thành phần trong thuốc hoặc trong thành phần làm vỏ bọc thuốc.

## Hình ảnh

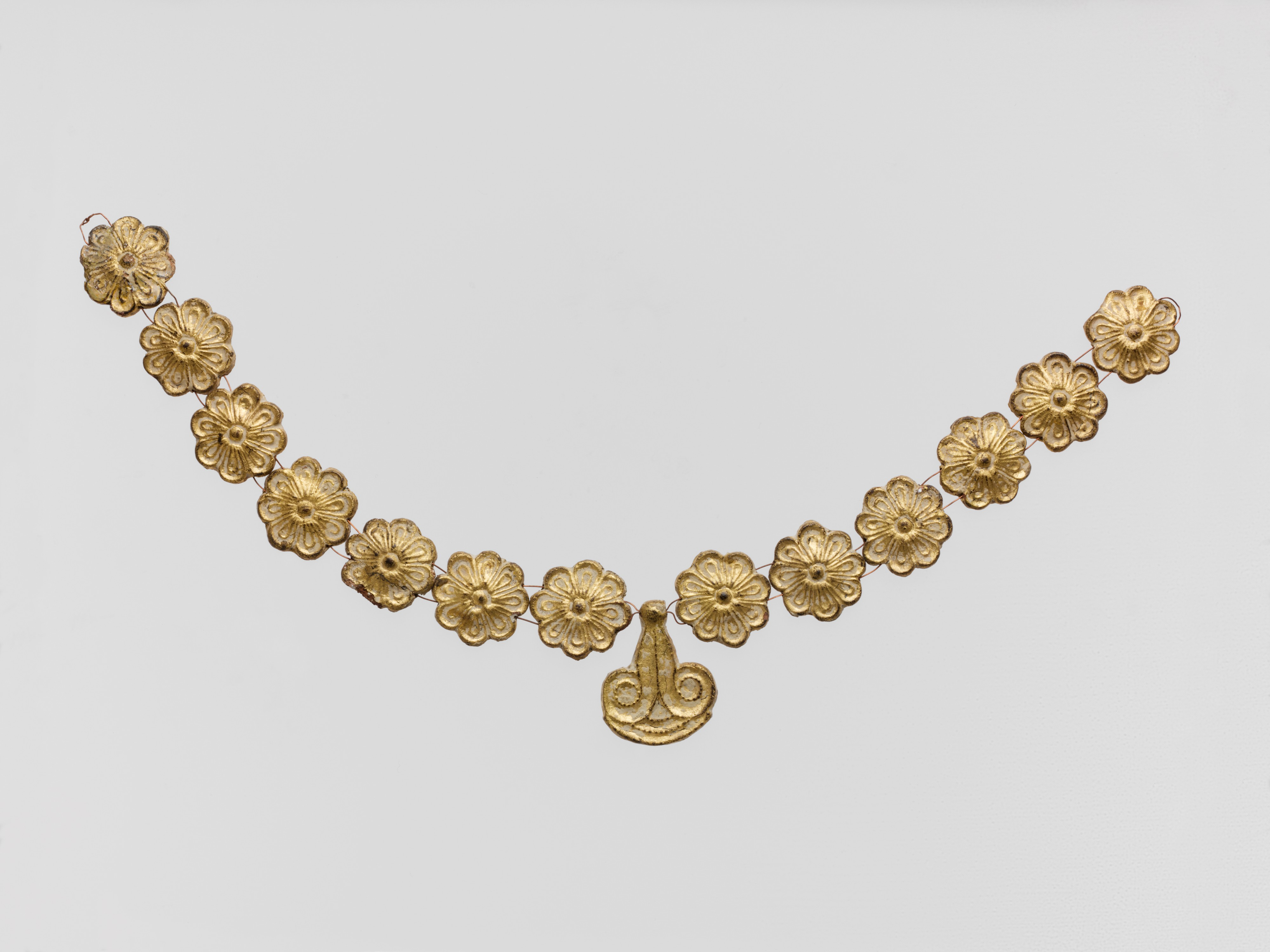
Vòng cổ Mycenae; 1400-1050 TCN bằng đất nung thếp vàng, đường kính nơ 2,7 ± 0,1 cm, chiều dài dây đeo 3,7 cm. Bảo tàng Nghệ thuật Metropolitan, thành phố New York.
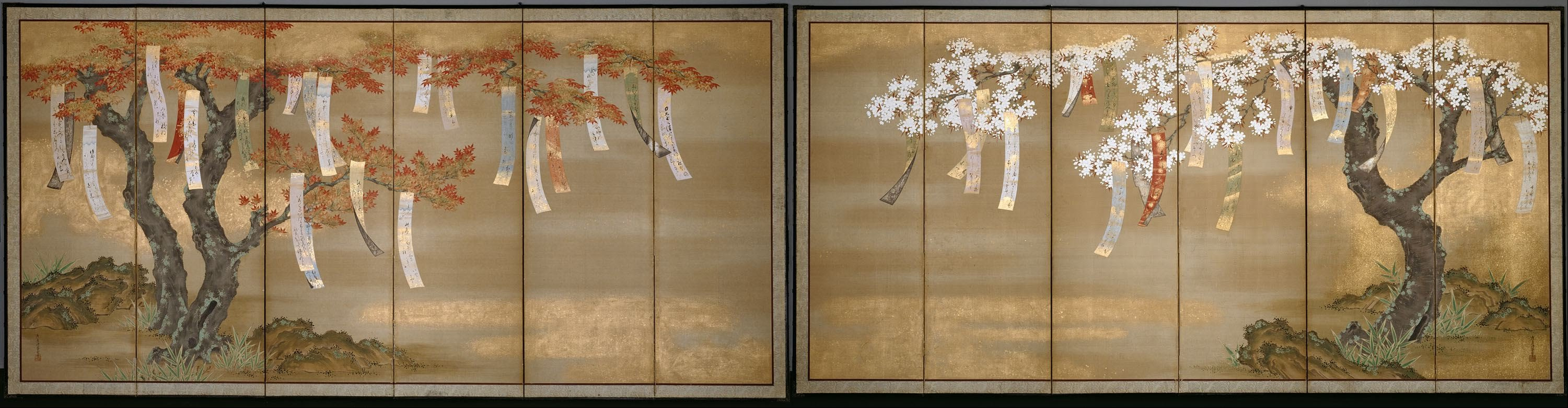
Cây anh đào nở hoa và cây phong mùa thu treo các tờ giấy chép thơ, Hội họa Nhật Bản; do Tosa Mitsuoki vẽ khoảng năm 1654–1681, một cặp tranh với mỗi tranh gồm 6 tấm ghép lại: mực, màu, vàng và bạc trên lụa, cao 144 cm, rộng 286 cm; Viện Nghệ thuật Chicago, Chicago, Hoa Kỳ.
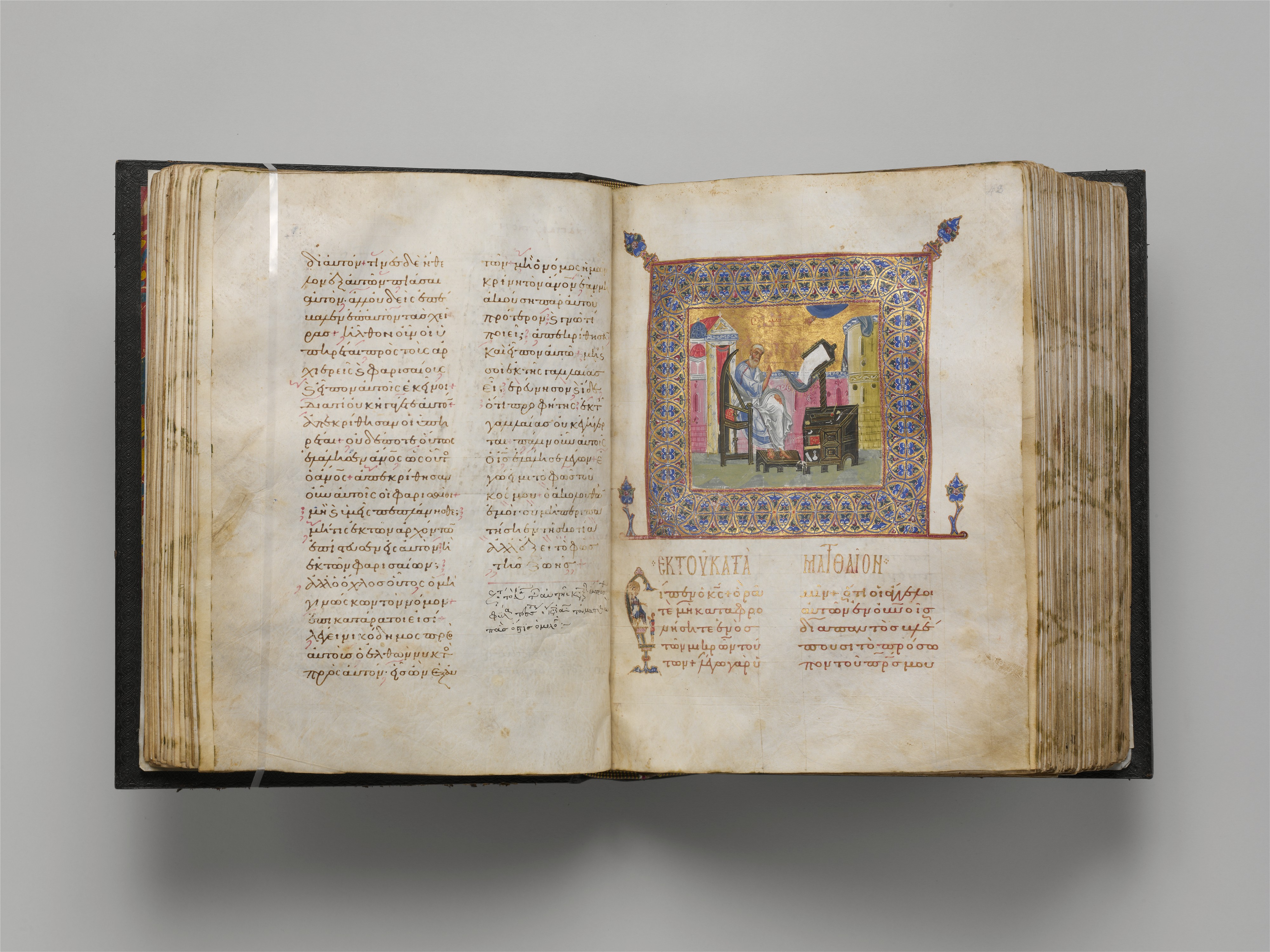
Tập kinh giảng sách Phúc Âm Byzantin; khoảng năm 1100; màu keo, vàng và mực trên giấy da, bìa da; tổng thể 36,8 × 29,6 × 12,4 cm, khổ tờ 35 × 26,2 cm; Bảo tàng Nghệ thuật Metropolitan.
Linh ảnh Byzantin về Ba Ngôi Tân Ước; khoảng năm 1450; màu keo và vàng trên  bảng gỗ dương. Bảo tàng Nghệ thuật Cleveland. Cleveland, Ohio, Hoa Kỳ.
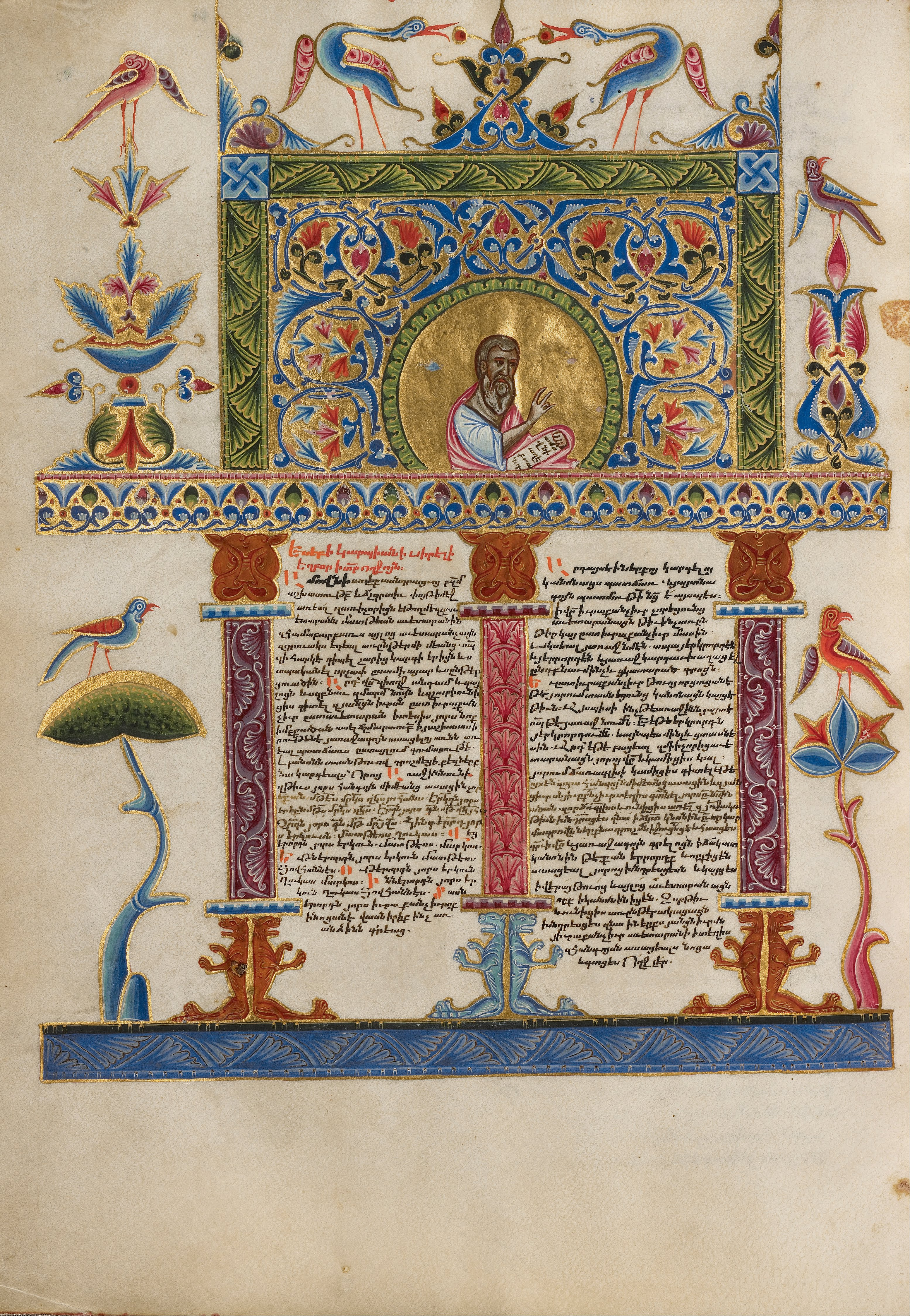
Một trang trong bản thảo thếp vàng Armenia, theo phong cách Byzantin; 1637–1638; màu keo, sơn vàng và vàng quỳ trên giấy da; kích thước: 25,2 × 18,3 cm. Trung tâm Getty, Los Angeles.
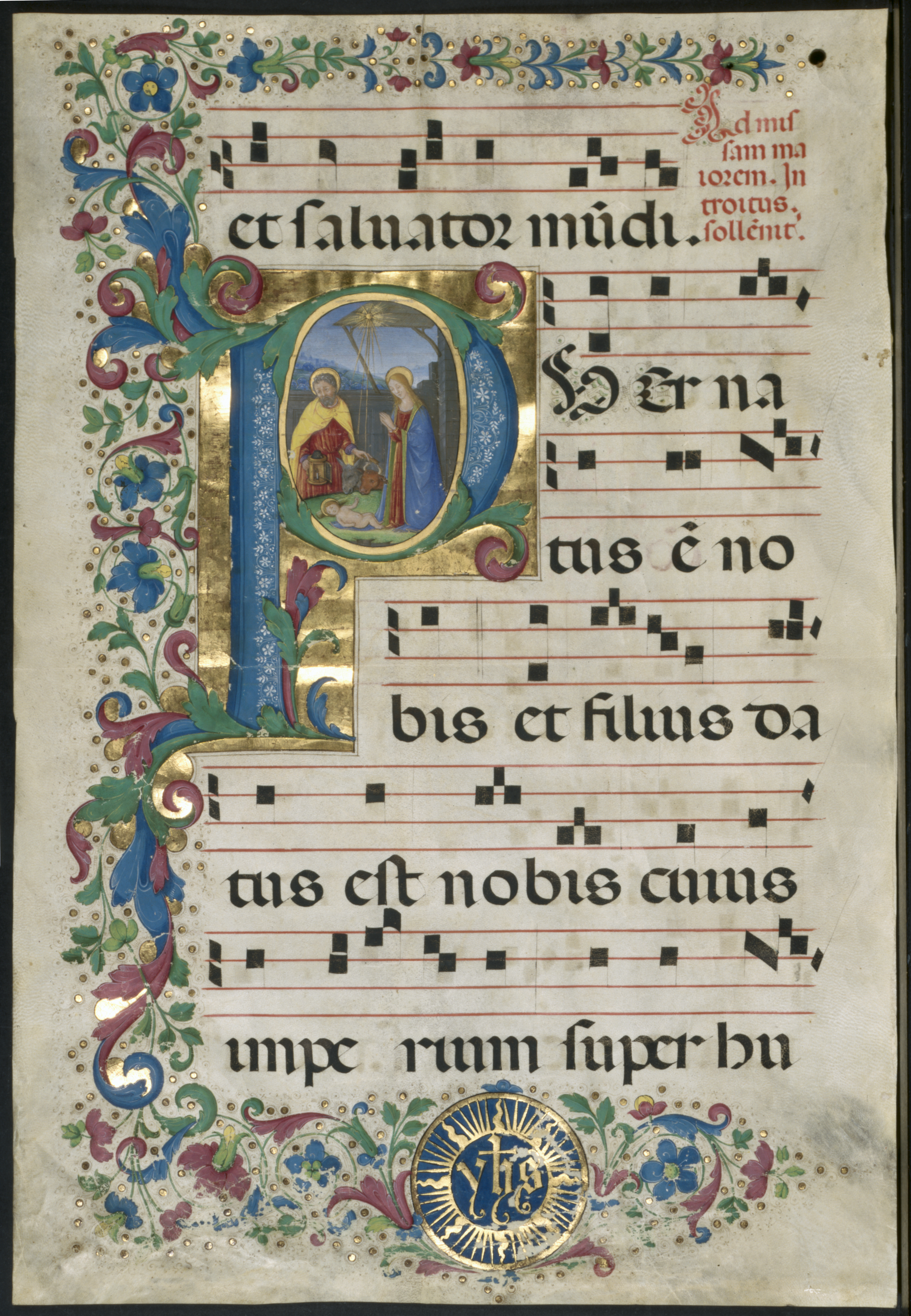
Một tờ kiểu Gothic trong thánh ca Bậc: Chữ P khởi đầu trong câu Puer natus... của bài thánh ca trong Lễ Thánh đản; 1495; mực, màu keo và vàng trên giấy da mịn; mỗi tờ 59,8 × 4,1 cm; Bảo tàng Nghệ thuật Cleveland.
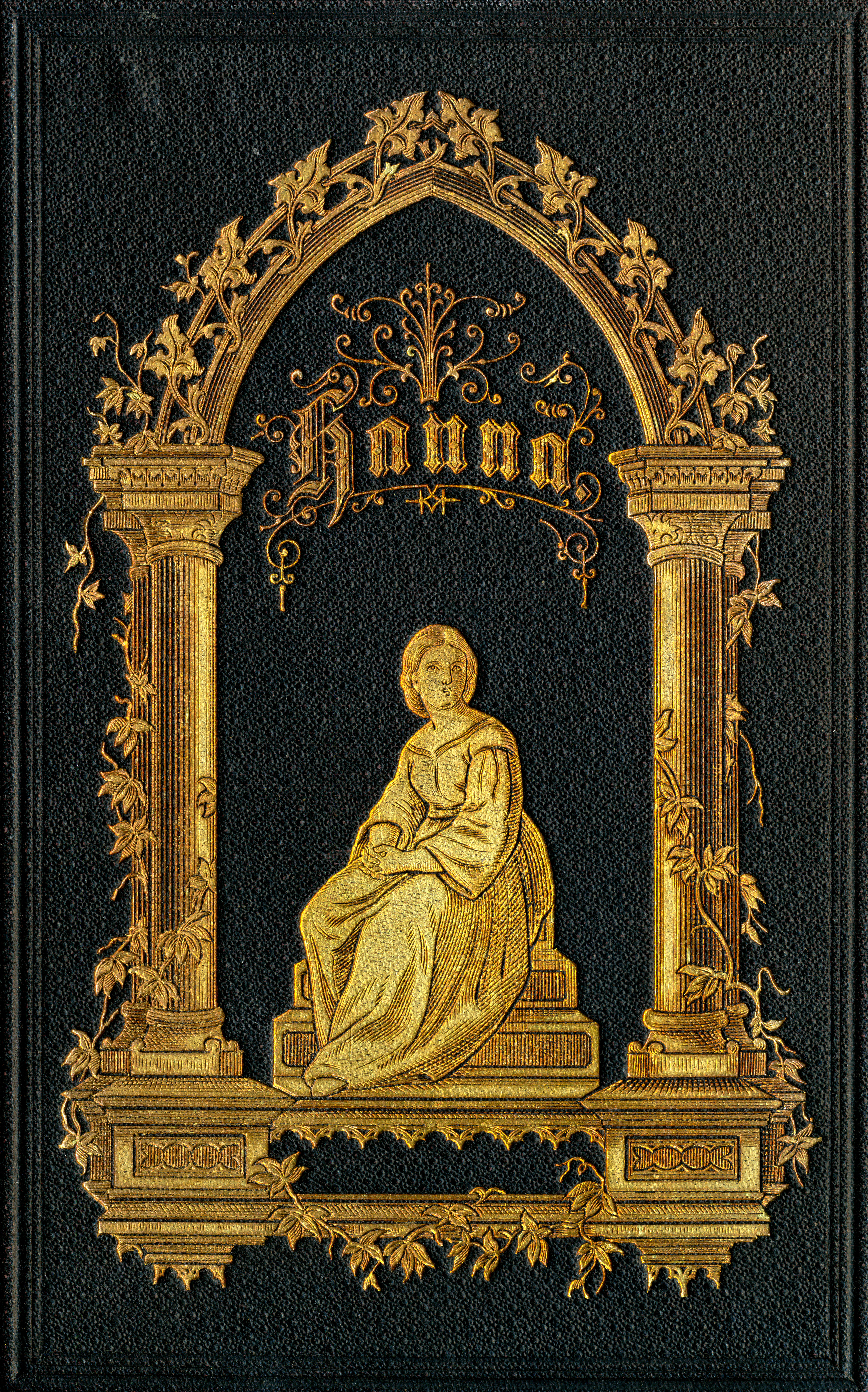
Bìa sách Hanna bằng da thếp vàng.
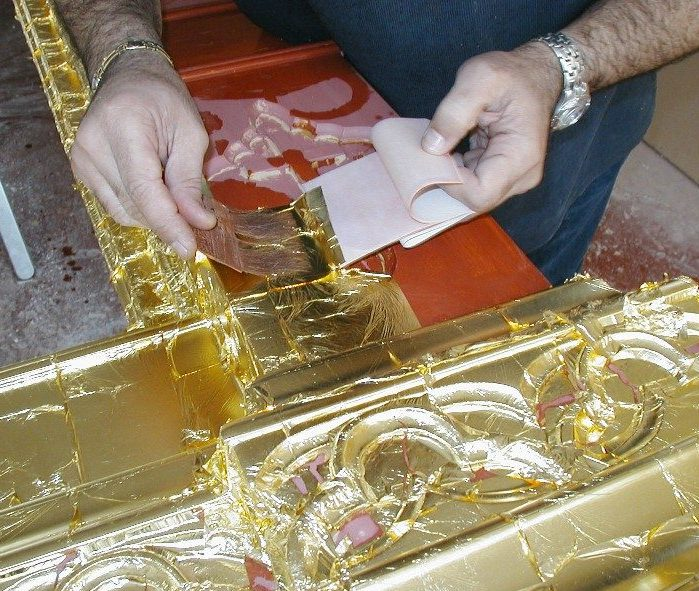
Vàng quỳ 22k được áp vào bằng chổi lông bò trong quá trình thếp vàng.
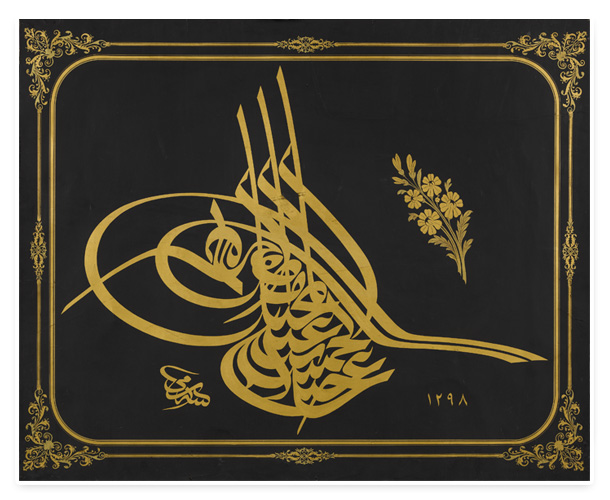
Tughra của sultan Abdulhamid II (trị vì 1876-1909) do nhà thư pháp Ottoman Sami Efendi viết. Istanbul, năm 1881 (1298 theo lịch Hồi giáo). Mực vàng trên bìa cứng quét sơn, 90,5 × 73,5 cm; Bảo tàng Sakip Sabanci.
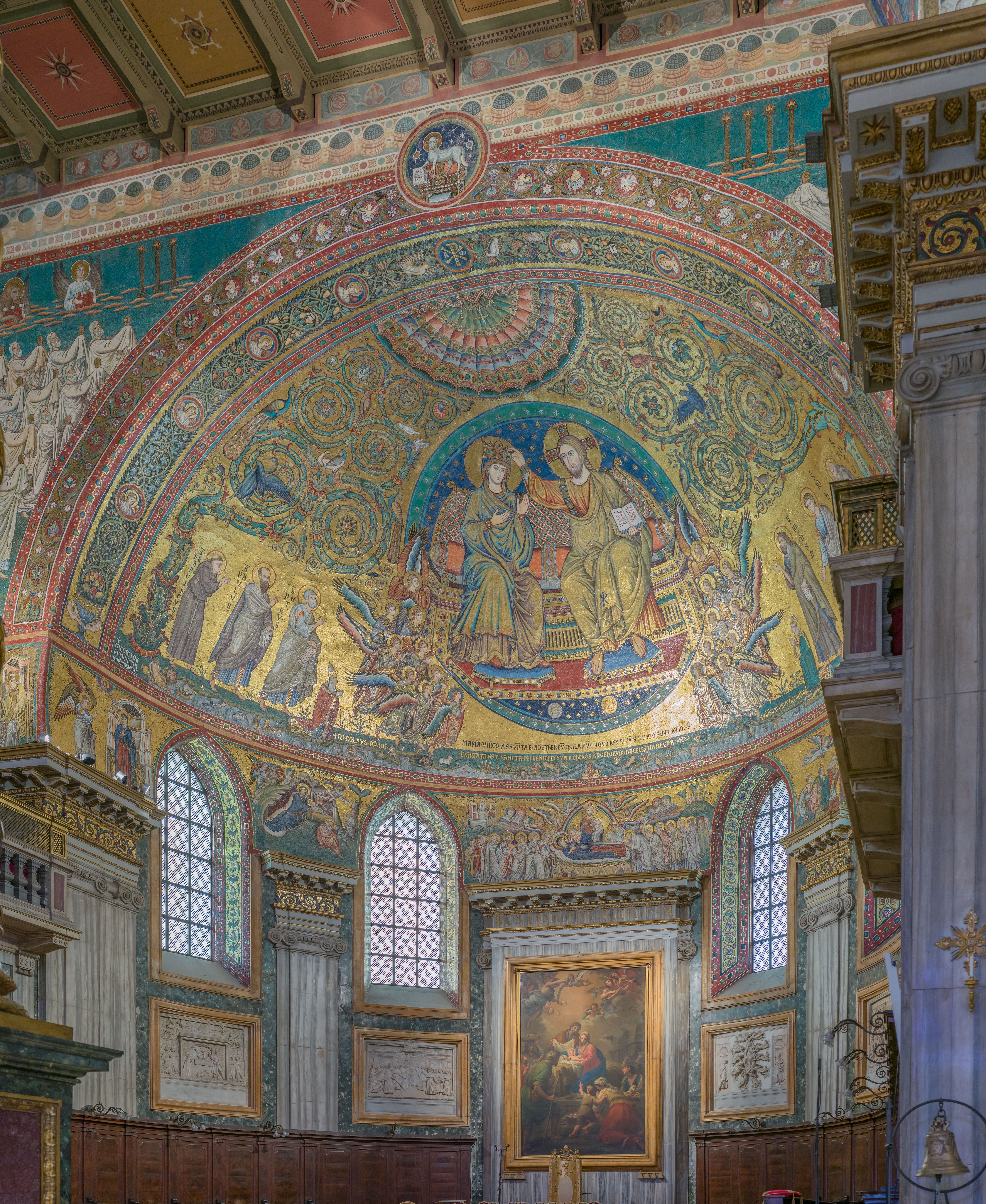
Hậu cung của Basilica di Santa Maria Maggiore tại Roma, được trang trí trong thế kỷ 5 bằng bức khảm đẹp quyến rũ này.
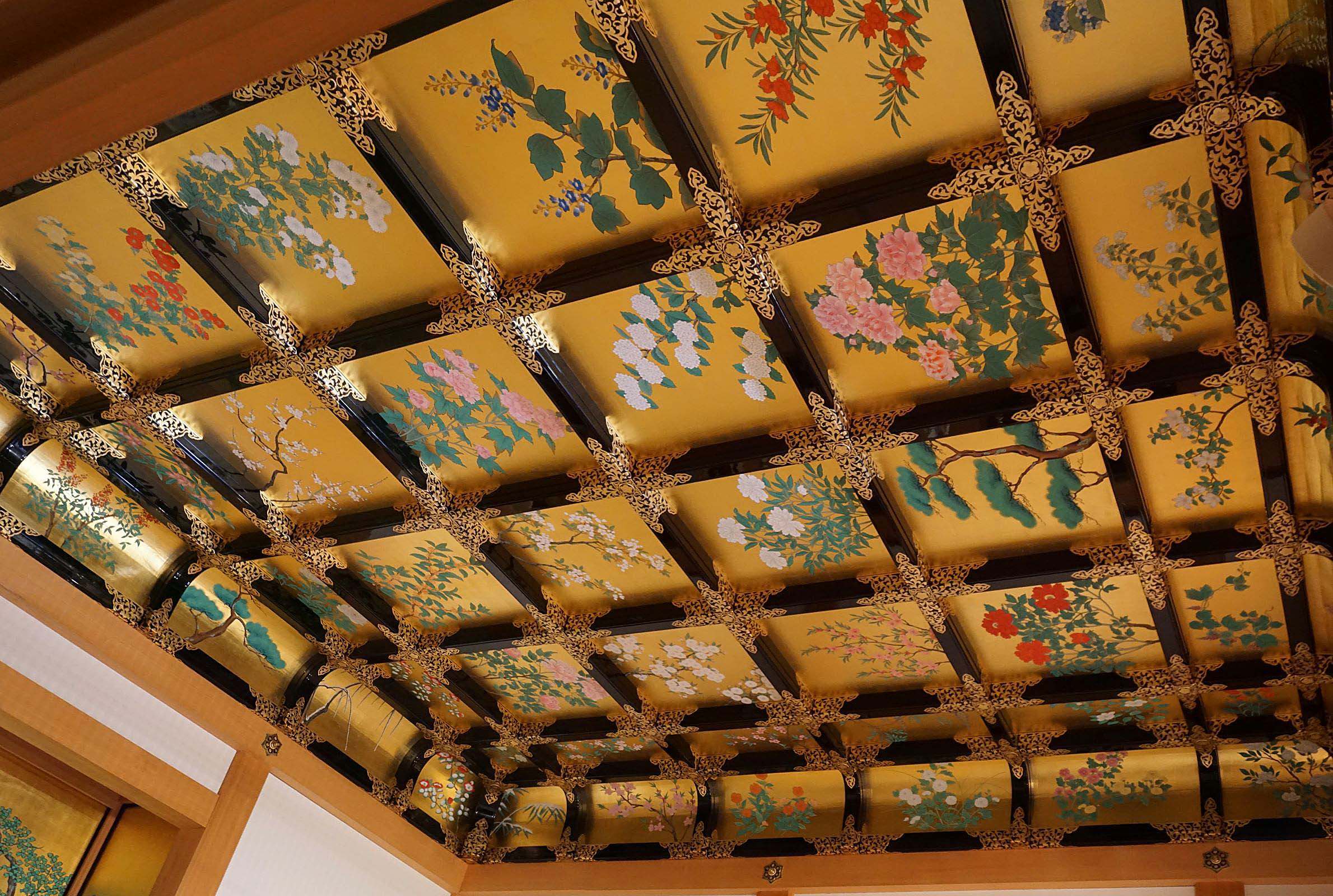
Trần thếp vàng của lâu đài Kumamoto (thành Hùng Bản) tại Kumamoto, tỉnh Kumamoto, Nhật Bản.
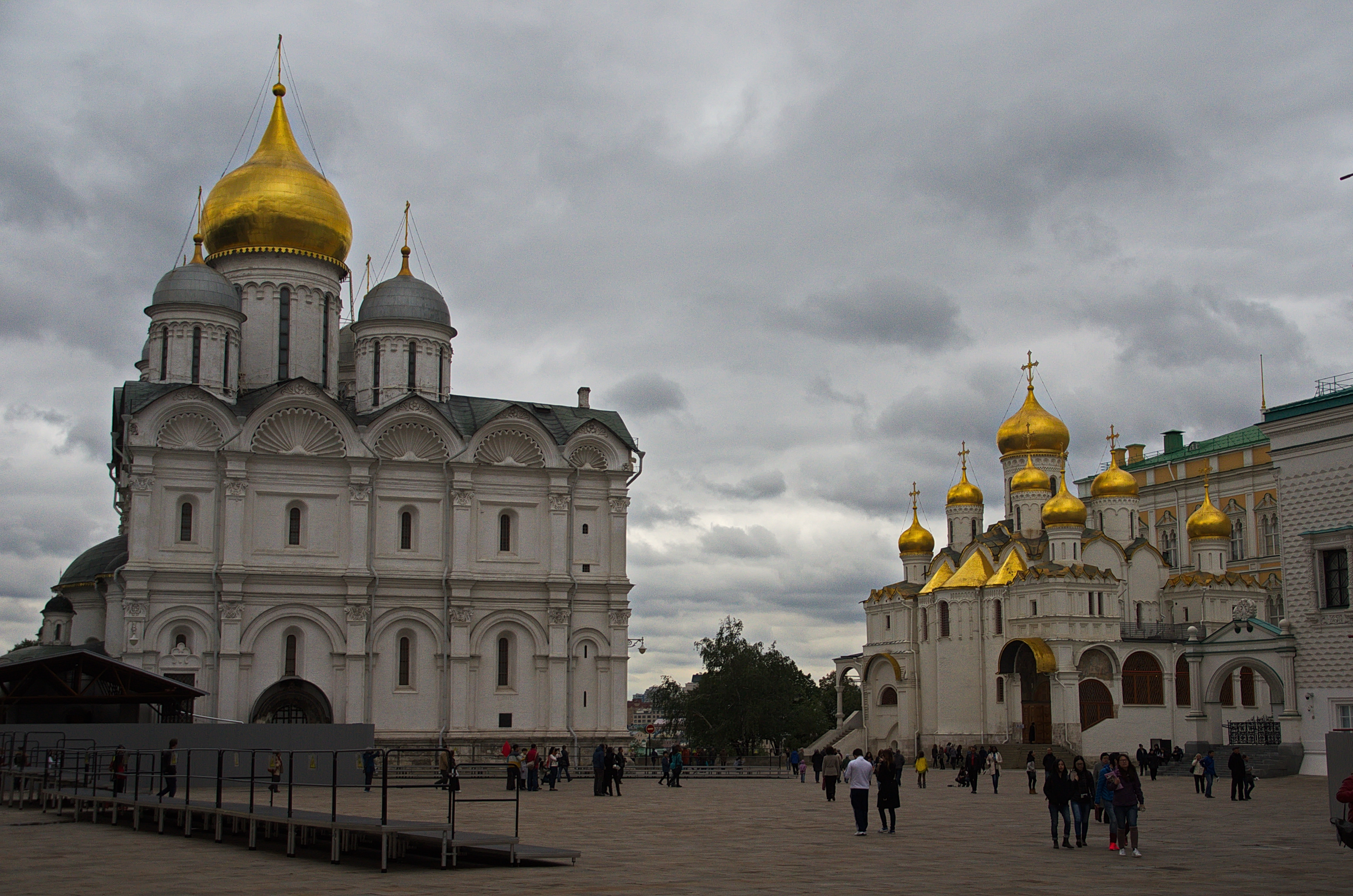
Cái mái vòm nhà thờ tại điện Kremli, Moskva được che phủ bằng vàng quỳ.
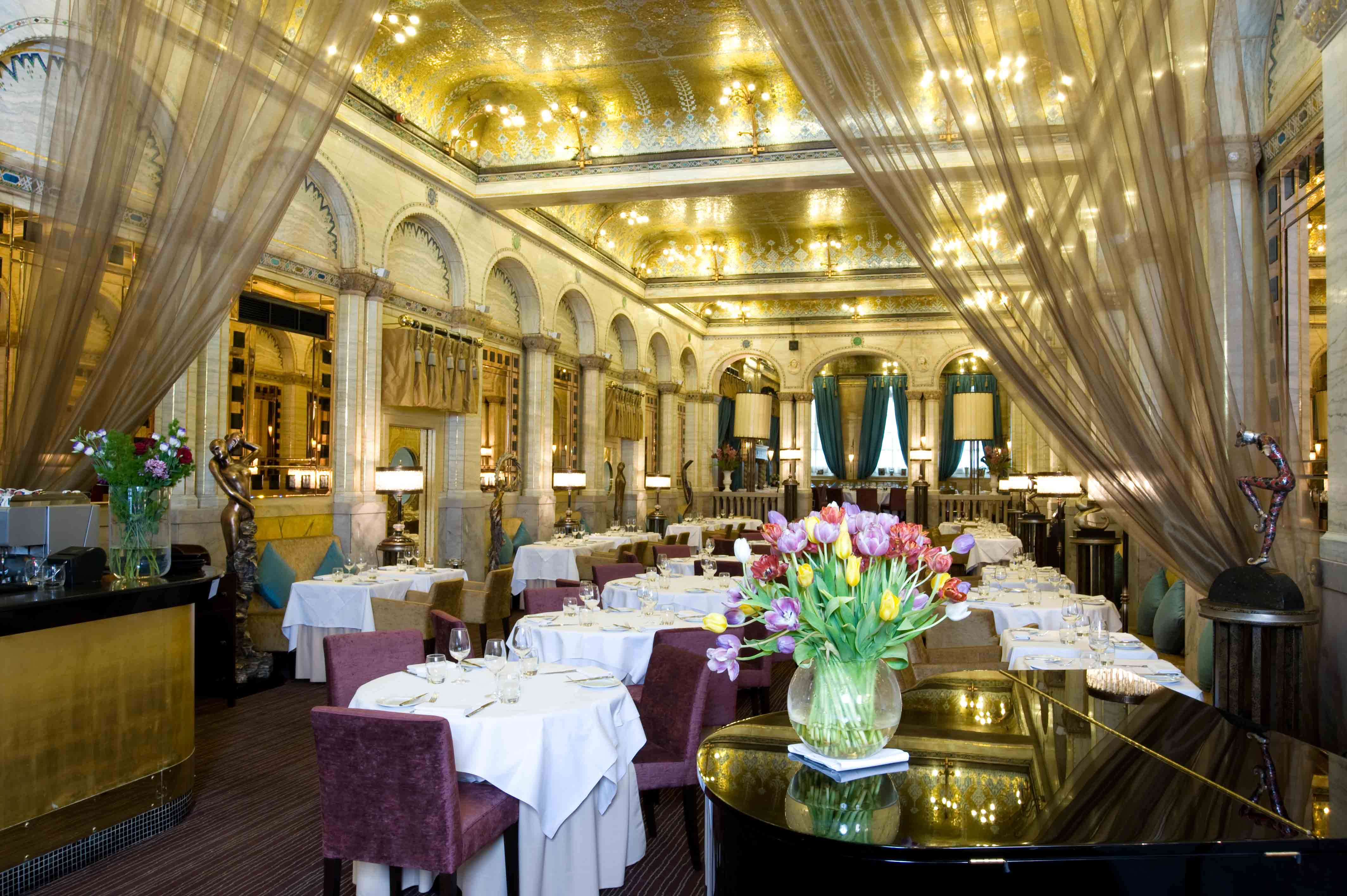
Bên trong khách sạn Criterion, được xây dựng tại London theo phong cách Phục hưng Byzantin